# Rivula curvata
Rivula curvata är en fjärilsart som beskrevs av M.Gaede 1939. Rivula curvata ingår i släktet Rivula och familjen nattflyn. Inga underarter finns listade.